# Liste der Kulturdenkmale in Berlin-Tempelhof

Lage von Tempelhof in Berlin

In der Liste der Kulturdenkmale in Berlin-Tempelhof sind die Kulturdenkmale des Berliner Ortsteils Tempelhof im Bezirk Tempelhof-Schöneberg aufgeführt.

## Denkmalbereiche (Ensembles)
| Nr.      | Lage | Offizielle Bezeichnung | Bestandteile / Beschreibung                             | Bild                                                    |
| -------- | --- | --- | ------------------------------------------------------- | ------------------------------------------------------- |
| 09055090 | Platz der Luftbrücke 1–6 Columbiadamm 1-22, 24/76 Hermannstraße 80, 84-90, 177, 178 Mehringdamm 129-129D Oderstraße Tempelhofer Damm 1/103, 108/110 (Lage) | Flughafen Tempelhof und Platz der Luftbrücke Gesamtanlage siehe: Platz der Luftbrücke 1–6 Baudenkmale siehe: Columbiadamm 9–11 Platz der Luftbrücke Gartendenkmal siehe: Platz der Luftbrücke Bodendenkmale siehe: Columbiadamm Columbiadamm 88/94 | Weiterer Bestandteil des Ensembles: siehe auch Neukölln | Weiterer Bestandteil des Ensembles: siehe auch Neukölln |
| 09055090 | Platz der Luftbrücke 1–6 Columbiadamm 1-22, 24/76 Hermannstraße 80, 84-90, 177, 178 Mehringdamm 129-129D Oderstraße Tempelhofer Damm 1/103, 108/110 (Lage) | Flughafen Tempelhof und Platz der Luftbrücke Gesamtanlage siehe: Platz der Luftbrücke 1–6 Baudenkmale siehe: Columbiadamm 9–11 Platz der Luftbrücke Gartendenkmal siehe: Platz der Luftbrücke Bodendenkmale siehe: Columbiadamm Columbiadamm 88/94 | 09075203 – Columbiadamm 13–21, Sporthalle, 1951         |                                                         |

## Denkmalbereiche (Gesamtanlagen)
| Nr.                                                                    | Lage | Offizielle Bezeichnung                                              | Beschreibung                                                                                                   | Bild                                            |
| ---------------------------------------------------------------------- | --- | ------------------------------------------------------------------- | --- | ----------------------------------------------- |
| 09075171                                                               | Alboinplatz 1–15 Burgemeisterstraße 37–41 Friedrich-Wilhelm-Straße 46–51 Kaiserin-Augusta-Straße 44–49 Wittekindstraße 28–58 (Lage)              | Siedlung „Blanke Helle“                                             | 1930–1931 von Hans Jessen                                                                                      |                                                 |
| 09075172                                                               | Albrechtstraße 15–26 Felixstraße 59–74 Templerzeile 1–11a, 12–16 (Lage)                                                                          | Wohnanlage „Märkische Scholle“                                      | 3-stöckige Zeilenbauten, 1930–1931 von Erwin Anton Gutkind, nach 1950 Wiederaufbau                             |                                                 |
| 09075172                                                               | Albrechtstraße 15–26 Felixstraße 59–74 Templerzeile 1–11a, 12–16 (Lage)                                                                          | Wohnanlage „Märkische Scholle“                                      | 4-stöckige Zeilenbauten 1930–1931 von Erwin Anton Gutkind, nach 1950 Wiederaufbau                              |                                                 |
| 09075172                                                               | Albrechtstraße 15–26 Felixstraße 59–74 Templerzeile 1–11a, 12–16 (Lage)                                                                          | Wohnanlage „Märkische Scholle“                                      | Flachbauten, 1930–1931 von Erwin Anton Gutkind, nach 1950 Wiederaufbau                                         |                                                 |
| 09075173                                                               | Albrechtstraße 37–39 Theodor-Francke-Straße 4–8 (Lage)                                                                                           | Wohnhausgruppe „Am Franckepark“                                     | 1925–1926 von Mebes & Emmerich                                                                                 |                                                 |
| 09075176                                                               | Albrechtstraße 63–67 Bosestraße 32–36 Gäßnerweg 49–59 Manteuffelstraße 13–16a (Lage)                                                             | Wohnanlage mit begrüntem Innenhof                                   | Wohnhöfe, 1925–1928 von Walter Hämer                                                                           |                                                 |
| 09075176                                                               | Albrechtstraße 63–67 Bosestraße 32–36 Gäßnerweg 49–59 Manteuffelstraße 13–16a (Lage)                                                             | Wohnanlage mit begrüntem Innenhof                                   | Flachbauten, 1925–1928 von Walter Hämer                                                                        |                                                 |
| 09075176                                                               | Albrechtstraße 63–67 Bosestraße 32–36 Gäßnerweg 49–59 Manteuffelstraße 13–16a (Lage)                                                             | Wohnanlage mit begrüntem Innenhof                                   | Begrünter Innenhof                                                                                             |                                                 |
| 09075185                                                               | Alt-Tempelhof 46/52 Borussiastraße 7–9 Stolbergstraße 8–11a (Lage)                                                                               | Wohnhofanlage Alt-Tempelhof, Borussiastraße, Stolbergstraße         | 1905–1907 von Paul Kolb (siehe auch Gartendenkmal Ehrenhof und Innenhöfe)                                      |                                                 |
| 09075186                                                               | Attilastraße 10–19 Paul-Schmidt-Straße 21–39 Tankredstraße 1/25 (Lage)                                                                           | Siedlung Attilahöhe                                                 | Bauabschnitt I, 1928–1930 von Bruno Taut und Franz Hoffmann, ehemals eigenständige Gesamtanlage                |                                                 |
| 09075186                                                               | Attilastraße 10–19 Paul-Schmidt-Straße 21–39 Tankredstraße 1/25 (Lage)                                                                           | Siedlung Attilahöhe                                                 | viergeschossiges Gemeinschaftswaschhaus mit Heizzentrale, Kindergarten und Wohnungen                           |                                                 |
| 09075186                                                               | Attilastraße 10–19 Paul-Schmidt-Straße 21–39 Tankredstraße 1/25 (Lage)                                                                           | Siedlung Attilahöhe                                                 | 1936–1937 dreigeschossige Blockrandbebauung ergänzt von Franz Hoffmann                                         |                                                 |
| 09075186                                                               | Arnulfstraße 77–89 Attilastraße 1–9 Paul-Schmidt-Straße 7/19 Tankredstraße 2/12, 18/24 Wittekindstraße 81–86 (Lage)                              | Siedlung Attilahöhe                                                 | Bauabschnitt II, 2 Wohnblöcke, 1930 von Otto Rudolf Salvisberg, ehemals eigenständige Gesamtanlage             |                                                 |
| 09075186                                                               | Arnulfstraße 77–89 Attilastraße 1–9 Paul-Schmidt-Straße 7/19 Tankredstraße 2/12, 18/24 Wittekindstraße 81–86 (Lage)                              | Siedlung Attilahöhe                                                 | Ladenzeile |                                                 |
| 09075186                                                               | Arnulfstraße 60–61 Totilastraße 29–35C (Lage) | Siedlung Attilahöhe                                                 | Bauabschnitt III, 3 Wohnzeilen, 1952–1954 von Hans Hoffmann, ehemals eigenständige Gesamtanlage                |                                                 |
| 09075186                                                               | Arnulfstraße 60–61 Totilastraße 29–35C (Lage) | Siedlung Attilahöhe                                                 | Blockrandabschluss                                                                                             |                                                 |
| 09075190                                                               | Badener Ring 22–26 Bayernring 29–33 Boelckestraße 17–19 (Lage)                                                                                   | Wohnsiedlung                                                        | 1956–1958 von Frei Otto                                                                                        |                                                 |
| 09075191                                                               | Badener Ring 28/42 Bayernring 25–28b Boelckestraße 12–22 Loewenhardtdamm 23–39 (Lage)                                                            | Wohnanlage                                                          | 1930–1931 von Fritz Bräuning und Paulus & Paulus                                                               |                                                 |
| 09075194                                                               | Bergholzstraße 1–4 Gottlieb-Dunkel-Straße 50–52 Tempelhofer Weg 14–32 (Lage)                                                                     | Druckenmüller-Stahlbau, später Krupp-Druckenmüller                  | Stahlbauhallen I und II (Montagehalle), 1908 von Emil Schütze, Umbau 1928                                      |                                                 |
| 09075194                                                               | Bergholzstraße 1–4 Gottlieb-Dunkel-Straße 50–52 Tempelhofer Weg 14–32 (Lage)                                                                     | Druckenmüller-Stahlbau, später Krupp-Druckenmüller                  | Geräteschuppen                                                                                                 |                                                 |
| 09075194                                                               | Bergholzstraße 1–4 Gottlieb-Dunkel-Straße 50–52 Tempelhofer Weg 14–32 (Lage)                                                                     | Druckenmüller-Stahlbau, später Krupp-Druckenmüller                  | Schuppen |                                                 |
| 09075194                                                               | Bergholzstraße 1–4 Gottlieb-Dunkel-Straße 50–52 Tempelhofer Weg 14–32 (Lage)                                                                     | Druckenmüller-Stahlbau, später Krupp-Druckenmüller                  | Verwaltungsgebäude, 1908 Max Reichhelm, Umbau 1911 & 1921                                                      |                                                 |
| 09075194                                                               | Bergholzstraße 1–4 Gottlieb-Dunkel-Straße 50–52 Tempelhofer Weg 14–32 (Lage)                                                                     | Druckenmüller-Stahlbau, später Krupp-Druckenmüller                  | Kantinen- und Verwaltungsgebäude, 1908 Max Reichhelm, Umbau 1921 & 1928                                        |                                                 |
| 09075194                                                               | Bergholzstraße 1–4 Gottlieb-Dunkel-Straße 50–52 Tempelhofer Weg 14–32 (Lage)                                                                     | Druckenmüller-Stahlbau, später Krupp-Druckenmüller                  | Stabeisenhalle 1911, erweitert 1928 & 1932–1933 & 1936 & 1938 & 1939                                           |                                                 |
| 09075194                                                               | Bergholzstraße 1–4 Gottlieb-Dunkel-Straße 50–52 Tempelhofer Weg 14–32 (Lage)                                                                     | Druckenmüller-Stahlbau, später Krupp-Druckenmüller                  | U-Boot-Montagehalle, 1939 von Rudolf Wander                                                                    |                                                 |
| 09075194                                                               | Bergholzstraße 1–4 Gottlieb-Dunkel-Straße 50–52 Tempelhofer Weg 14–32 (Lage)                                                                     | Denkmalverlust: Stabeisenhalle                                      | 2005 erfolgte Abriss der südlichen Anbauten, 2012 Abtragung des Daches und Teilen des Stahlskelettes           |                                                 |
| 09075204                                                               | Dudenstraße 9 Manfred-von-Richthofen-Straße 2 (Lage)                                                                                             | Wohn- und Geschäftshäuser                                           | 1912–1913 von Bruno Möhring und Hermann Speck, Umbau 1954                                                      |                                                 |
| 09075204                                                               | Kaiserkorso 155 Tempelhofer Damm 2 (Lage) | Wohn- und Geschäftshäuser                                           | 1912–1913 von Bruno Möhring und Hermann Speck, Umbau 1919 und 1936                                             | Tempelhofer Damm 2 Kaiserkorso 155              |
| 09075205                                                               | Friedrich-Franz-Straße 9–11a Kaiserin-Augusta-Straße 22–23 (Lage)                                                                                | Ev. Glaubenskirche                                                  | Kirche, 1913–1915 von Köhler & Kranz                                                                           |                                                 |
| 09075205                                                               | Friedrich-Franz-Straße 9–11a Kaiserin-Augusta-Straße 22–23 (Lage)                                                                                | Ev. Glaubenskirche                                                  | Pfarrhäuser und Gemeindehaus, 1928–1930 von Bruno Noack und Ludwig Antz                                        |                                                 |
| 09075205                                                               | Friedrich-Franz-Straße 9–11a Kaiserin-Augusta-Straße 22–23 (Lage)                                                                                | Ev. Glaubenskirche                                                  | Kriegerdenkmal „Trauernder Krieger“, 1922 von Richard Bernhardt                                                |                                                 |
| 09075206                                                               | Friedrich-Franz-Straße 40 Kaiserin-Augusta-Straße 19–21 (Lage)                                                                                   | Reform-Realgymnasium Tempelhof (heute: Askanische Oberschule)       | 1910–1911 von Köhler & Kranz                                                                                   |                                                 |
| 09075206                                                               | Friedrich-Franz-Straße 40 Kaiserin-Augusta-Straße 19–21 (Lage)                                                                                   | Reform-Realgymnasium Tempelhof (heute: Askanische Oberschule)       | Brunnen |                                                 |
| 09075209                                                               | Friedrich-Wilhelm-Straße 70–71 (Lage) | Kath. Herz-Jesu-Kirche                                              | Kirche, 1898 von Engelbert Seibertz und Hermann Bunning                                                        |                                                 |
| 09075209                                                               | Friedrich-Wilhelm-Straße 70–71 (Lage) | Kath. Herz-Jesu-Kirche                                              | Seitenschiffanbau, 1913–1915 von August Kaufhold und Karl Kühn                                                 |                                                 |
| 09075209                                                               | Friedrich-Wilhelm-Straße 70–71 (Lage) | Kath. Herz-Jesu-Kirche                                              | Pfarrhaus, 1898 von Engelbert Seibertz und Hermann Bunning                                                     |                                                 |
| 09055133                                                               | General-Pape-Straße 2/66 Werner-Voß-Damm 52A/68 (Lage)                                                                                           | Kasernen General-Pape-Straße                                        | Landwehrinspektion, 1892–1893 von Zappe, 1895–1897 von Hermann Verworn und Hermann Böhmer, 1934 von Reim (?)   |                                                 |
| 09055133                                                               | General-Pape-Straße 2/66 Werner-Voß-Damm 52A/68 (Lage)                                                                                           | Kasernen General-Pape-Straße                                        | Kasernen des Eisenbahn-Regiments Nr. 2, 1892–1893 von Ferdinand Schönhals, Böhm, Hermann Böhmer und Zappe      |                                                 |
| 09055133                                                               | General-Pape-Straße 2/66 Werner-Voß-Damm 52A/68 (Lage)                                                                                           | Kasernen General-Pape-Straße                                        | Garnison-Fahrzeugschuppen, 1892–1893 von Zappe                                                                 |                                                 |
| Controlschuppen, 1894–1896 von Böhmer                                  | |                                                                     | |                                                 |
| Schuppen für das Kammergebäude, 1892–1893                              | |                                                                     | |                                                 |
| Kasernen des Eisenbahn-Regiments Nr. 3, 1898, 1905–1907 von F. Stürmer | |                                                                     | |                                                 |
| 09055128                                                               | Germaniastraße 7–9 Götzstraße 23–27 Werbergstraße 1–9 (Lage)                                                                                     | Wohnanlage Werbergstraße                                            | 1926–1928 von Mebes & Emmerich                                                                                 |                                                 |
| 09055128                                                               | Germaniastraße 7–9 Götzstraße 23–27 Werbergstraße 1–9 (Lage)                                                                                     | Wohnanlage Werbergstraße                                            | Freiflächen, 1927–1928 von Richard Köhler                                                                      |                                                 |
| 09055127                                                               | Oberlandstraße 96–101 Bacharacher Straße 2–48 Germaniagarten 1–28 Oberlandgarten 1–26 Schaffhausener Straße 1–71 (Lage)                          | Wohnanlage Germania- und Oberlandgarten (Bärensiedlung)             | 1929–1931 von Gustav Hochhaus (siehe auch Gartendenkmal Wohnhöfe der Bärensiedlung)                            |                                                 |
| 09055092                                                               | Platz der Luftbrücke 1–6 Columbiadamm 1–22, 24/76 Hermannstraße 80, 84-90, 177, 178 Mehringdamm 129–129D, Tempelhofer Damm 1/103, 108/110 (Lage) | Flughafen Tempelhof Bestandteil des Ensembles: Platz der Luftbrücke | Um- und Neubauten 1936–1939 von Ernst Sagebiel:                                                                | Um- und Neubauten 1936–1939 von Ernst Sagebiel: |
| 09055092                                                               | Platz der Luftbrücke 1–6 Columbiadamm 1–22, 24/76 Hermannstraße 80, 84-90, 177, 178 Mehringdamm 129–129D, Tempelhofer Damm 1/103, 108/110 (Lage) | Flughafen Tempelhof Bestandteil des Ensembles: Platz der Luftbrücke | Flughafengebäude                                                                                               |                                                 |
| 09055092                                                               | Platz der Luftbrücke 1–6 Columbiadamm 1–22, 24/76 Hermannstraße 80, 84-90, 177, 178 Mehringdamm 129–129D, Tempelhofer Damm 1/103, 108/110 (Lage) | Flughafen Tempelhof Bestandteil des Ensembles: Platz der Luftbrücke | Freiflächenanlage mit Vorfeld                                                                                  |                                                 |
| 09055092                                                               | Platz der Luftbrücke 1–6 Columbiadamm 1–22, 24/76 Hermannstraße 80, 84-90, 177, 178 Mehringdamm 129–129D, Tempelhofer Damm 1/103, 108/110 (Lage) | Flughafen Tempelhof Bestandteil des Ensembles: Platz der Luftbrücke | Ankerplätze und Starterköpfe                                                                                   |                                                 |
| 09055092                                                               | Platz der Luftbrücke 1–6 Columbiadamm 1–22, 24/76 Hermannstraße 80, 84-90, 177, 178 Mehringdamm 129–129D, Tempelhofer Damm 1/103, 108/110 (Lage) | Flughafen Tempelhof Bestandteil des Ensembles: Platz der Luftbrücke | verbindende Rollbahn                                                                                           |                                                 |
| 09055092                                                               | Platz der Luftbrücke 1–6 Columbiadamm 1–22, 24/76 Hermannstraße 80, 84-90, 177, 178 Mehringdamm 129–129D, Tempelhofer Damm 1/103, 108/110 (Lage) | Flughafen Tempelhof Bestandteil des Ensembles: Platz der Luftbrücke | Entwässerungskanäle                                                                                            |                                                 |
| 09055092                                                               | Platz der Luftbrücke 1–6 Columbiadamm 1–22, 24/76 Hermannstraße 80, 84-90, 177, 178 Mehringdamm 129–129D, Tempelhofer Damm 1/103, 108/110 (Lage) | Flughafen Tempelhof Bestandteil des Ensembles: Platz der Luftbrücke | Bahngleisanlagen und Laderampe                                                                                 |                                                 |
| 09055092                                                               | Platz der Luftbrücke 1–6 Columbiadamm 1–22, 24/76 Hermannstraße 80, 84-90, 177, 178 Mehringdamm 129–129D, Tempelhofer Damm 1/103, 108/110 (Lage) | Flughafen Tempelhof Bestandteil des Ensembles: Platz der Luftbrücke | Löschwasserteich                                                                                               |                                                 |
| 09055092                                                               | Platz der Luftbrücke 1–6 Columbiadamm 1–22, 24/76 Hermannstraße 80, 84-90, 177, 178 Mehringdamm 129–129D, Tempelhofer Damm 1/103, 108/110 (Lage) | Flughafen Tempelhof Bestandteil des Ensembles: Platz der Luftbrücke | Um- und Neubauten 1945–1993 durch US Air Force: siehe auch Neukölln                                            |                                                 |
| 09055092                                                               | Platz der Luftbrücke 1–6 Columbiadamm 1–22, 24/76 Hermannstraße 80, 84-90, 177, 178 Mehringdamm 129–129D, Tempelhofer Damm 1/103, 108/110 (Lage) | Flughafen Tempelhof Bestandteil des Ensembles: Platz der Luftbrücke | Taxiway |                                                 |
| 09055092                                                               | Platz der Luftbrücke 1–6 Columbiadamm 1–22, 24/76 Hermannstraße 80, 84-90, 177, 178 Mehringdamm 129–129D, Tempelhofer Damm 1/103, 108/110 (Lage) | Flughafen Tempelhof Bestandteil des Ensembles: Platz der Luftbrücke | Start- und Landebahnen                                                                                         |                                                 |
| 09055092                                                               | Platz der Luftbrücke 1–6 Columbiadamm 1–22, 24/76 Hermannstraße 80, 84-90, 177, 178 Mehringdamm 129–129D, Tempelhofer Damm 1/103, 108/110 (Lage) | Flughafen Tempelhof Bestandteil des Ensembles: Platz der Luftbrücke | Schießstand |                                                 |
| 09055092                                                               | Platz der Luftbrücke 1–6 Columbiadamm 1–22, 24/76 Hermannstraße 80, 84-90, 177, 178 Mehringdamm 129–129D, Tempelhofer Damm 1/103, 108/110 (Lage) | Flughafen Tempelhof Bestandteil des Ensembles: Platz der Luftbrücke | Radarturm |                                                 |
| 09055092                                                               | Platz der Luftbrücke 1–6 Columbiadamm 1–22, 24/76 Hermannstraße 80, 84-90, 177, 178 Mehringdamm 129–129D, Tempelhofer Damm 1/103, 108/110 (Lage) | Flughafen Tempelhof Bestandteil des Ensembles: Platz der Luftbrücke | Um- und Neubauten 1950–2008 durch Berliner Flughafengesellschaft:                                              |                                                 |
| 09055092                                                               | Platz der Luftbrücke 1–6 Columbiadamm 1–22, 24/76 Hermannstraße 80, 84-90, 177, 178 Mehringdamm 129–129D, Tempelhofer Damm 1/103, 108/110 (Lage) | Flughafen Tempelhof Bestandteil des Ensembles: Platz der Luftbrücke | Frachtschuppen                                                                                                 |                                                 |
| 09055092                                                               | Platz der Luftbrücke 1–6 Columbiadamm 1–22, 24/76 Hermannstraße 80, 84-90, 177, 178 Mehringdamm 129–129D, Tempelhofer Damm 1/103, 108/110 (Lage) | Flughafen Tempelhof Bestandteil des Ensembles: Platz der Luftbrücke | Wetterbeobachtungsstation                                                                                      |                                                 |
| 09055126                                                               | Ringbahnstraße 128<7132 Schöneberger Straße 11–15 (Lage)                                                                                         | Speicher des Garde-Train-Bataillons                                 | Reichspostzentralamt, 1925–1928 von Karl Pfuhl und Edmund Beisel                                               |                                                 |
| 09055126                                                               | Ringbahnstraße 128<7132 Schöneberger Straße 11–15 (Lage)                                                                                         | Speicher des Garde-Train-Bataillons                                 | Fourage-Magazin des Garde-Train-Bataillons (Körnermagazin) (Lagergebäude I), 1888–1891 von Böhm und Bachem     |                                                 |
| 09055126                                                               | Ringbahnstraße 128<7132 Schöneberger Straße 11–15 (Lage)                                                                                         | Speicher des Garde-Train-Bataillons                                 | Fourage-Magazin des Garde-Train-Bataillons (Haferspeicher) (Lagerhaus II), 1894–1895 von Weisenberg und Perlia |                                                 |
| 09055119                                                               | Schätzelbergstraße 1–3 Industriestraße 38–40 (Lage)                                                                                              | Telegrafenzeugamt                                                   | Verwaltungsgebäude, 1912–1913 von Otto Spalding                                                                |                                                 |
| 09055119                                                               | Schätzelbergstraße 1–3 Industriestraße 38–40 (Lage)                                                                                              | Telegrafenzeugamt                                                   | Werkstättengebäude I, 1912–1913 von Otto Spalding                                                              |                                                 |
| 09055119                                                               | Schätzelbergstraße 1–3 Industriestraße 38–40 (Lage)                                                                                              | Telegrafenzeugamt                                                   | Werkstättengebäude II, 1926                                                                                    |                                                 |
| 09055130                                                               | Teilestraße 13–16 (Lage) | Sarotti AG                                                          | Fabrik, 1911–1912 von Hermann Dernburg und Oscar O. Müller, Umbau und Erweiterung 1922 von Bruno Buch          |                                                 |
| 09055130                                                               | Teilestraße 13–16 (Lage) | Sarotti AG                                                          | Kesselhaus, 1911–1912 von Hermann Dernburg und Oscar O. Müller                                                 |                                                 |
| 09055130                                                               | Teilestraße 13–16 (Lage) | Sarotti AG                                                          | Kohlelager, 1911–1912 von Hermann Dernburg und Oscar O. Müller                                                 |                                                 |
| 09097830                                                               | Tempelhofer Damm 108/110 (Lage) | S- und U-Bahnhof Tempelhof                                          | S-Bahnhof Tempelhof (Ringbahnsteig), 1895–96                                                                   |                                                 |
| 09097830                                                               | Tempelhofer Damm 108/110 (Lage) | S- und U-Bahnhof Tempelhof                                          | Brückenstellwerk Tempelhof Tf / Tr, ca. 1905                                                                   |                                                 |
| 09097830                                                               | Tempelhofer Damm 108/110 (Lage) | S- und U-Bahnhof Tempelhof                                          | gemeinsame Empfangshalle, 1927–1931 von Alfred Grenander                                                       |                                                 |
| 09097830                                                               | Tempelhofer Damm 108/110 (Lage) | S- und U-Bahnhof Tempelhof                                          | U-Bahnhof Tempelhof, 1927–1931 von Alfred Grenander                                                            |                                                 |
| 09055131                                                               | Tempelhofer Damm 118 Ringbahnstraße 88–94 (Lage)                                                                                                 | Kaserne des Garde-Train-Bataillons                                  | Inspektorenhaus, 1883–1886 von C. Bernhardt                                                                    |                                                 |
| 09055131                                                               | Tempelhofer Damm 118 Ringbahnstraße 88–94 (Lage)                                                                                                 | Kaserne des Garde-Train-Bataillons                                  | Pferdestall, 1883–1886 von C. Bernhardt                                                                        |                                                 |
| 09055131                                                               | Tempelhofer Damm 118 Ringbahnstraße 88–94 (Lage)                                                                                                 | Kaserne des Garde-Train-Bataillons                                  | Krankenstall, 1883–1886 von C. Bernhardt                                                                       |                                                 |
| 09055129                                                               | Tempelhofer Damm 227/235 (Lage) | Hafen Tempelhof                                                     | 1901–1906 von Christian Havestadt und Max Contag                                                               |                                                 |
| 09055129                                                               | Tempelhofer Damm 227/235 (Lage) | Hafen Tempelhof                                                     | Lagerhaus, 1906–1908 von Christian Havestadt, Max Contag, Wiig, Schmidt, Braun                                 |                                                 |
| 09055132                                                               | Wenckebachstraße 23 Albrechtstraße Colditzstraße Friedrich-Wilhelm-Straße (Lage)                                                                 | 2. Garnison-Lazarett                                                | Verwaltungsgebäude                                                                                             |                                                 |
| 09055132                                                               | Wenckebachstraße 23 Albrechtstraße Colditzstraße Friedrich-Wilhelm-Straße (Lage)                                                                 | 2. Garnison-Lazarett                                                | Wache |                                                 |
| 09055132                                                               | Wenckebachstraße 23 Albrechtstraße Colditzstraße Friedrich-Wilhelm-Straße (Lage)                                                                 | 2. Garnison-Lazarett                                                | Aufnahmepavillon                                                                                               |                                                 |
| 09055132                                                               | Wenckebachstraße 23 Albrechtstraße Colditzstraße Friedrich-Wilhelm-Straße (Lage)                                                                 | 2. Garnison-Lazarett                                                | Krankenblocks, 1875–1878 von Martin Gropius und Heino Schmieden                                                |                                                 |
| 09055132                                                               | Wenckebachstraße 23 Albrechtstraße Colditzstraße Friedrich-Wilhelm-Straße (Lage)                                                                 | 2. Garnison-Lazarett                                                | Pavillon |                                                 |
| 09055132                                                               | Wenckebachstraße 23 Albrechtstraße Colditzstraße Friedrich-Wilhelm-Straße (Lage)                                                                 | 2. Garnison-Lazarett                                                | Hospiz |                                                 |
| 09055132                                                               | Wenckebachstraße 23 Albrechtstraße Colditzstraße Friedrich-Wilhelm-Straße (Lage)                                                                 | 2. Garnison-Lazarett                                                | Isolierstation                                                                                                 |                                                 |
| 09055132                                                               | Wenckebachstraße 23 Albrechtstraße Colditzstraße Friedrich-Wilhelm-Straße (Lage)                                                                 | 2. Garnison-Lazarett                                                | Dienstwohngebäude für Beamte, Erweiterung 1904                                                                 |                                                 |
| 09055132                                                               | Wenckebachstraße 23 Albrechtstraße Colditzstraße Friedrich-Wilhelm-Straße (Lage)                                                                 | 2. Garnison-Lazarett                                                | Depot für die Pferdebahn                                                                                       |                                                 |
| 09055132                                                               | Wenckebachstraße 23 Albrechtstraße Colditzstraße Friedrich-Wilhelm-Straße (Lage)                                                                 | 2. Garnison-Lazarett                                                | Ökonomiegebäude                                                                                                |                                                 |
| 09055132                                                               | Wenckebachstraße 23 Albrechtstraße Colditzstraße Friedrich-Wilhelm-Straße (Lage)                                                                 | 2. Garnison-Lazarett                                                | Absonderungs- und Nervenabteilung, 1938 von Richard Lang                                                       |                                                 |

## Baudenkmale
| Nr.      | Lage                                                                | Offizielle Bezeichnung                                                                                   | Beschreibung | Bild                                             |
| -------- | ------------------------------------------------------------------- | --- | --- | ------------------------------------------------ |
| 09075174 | Albrechtstraße 46 (Lage)                                            | Einfamilienwohnhaus mit Büroflügel und Garage                                                            | 1956 von Günter Schukat |                                                  |
| 09075175 | Albrechtstraße 57 Friedrich-Franz-Straße 6 (Lage)                   | Wohnhaus                                                                                                 | 1903–1904 von Paul Opitz | 09075175 Berlin Tempelhof, Albrechtstraße 57 003 |
| 09075177 | Albrechtstraße 110 Blumenthalstraße 7 (Lage)                        | Villa | 1867, Anbau 1891–1892 |                                                  |
| 09075178 | Alt-Tempelhof 10–12 (Lage)                                          | Villa Dunkel & Bauernhaus                                                                                | Bauernhaus, Mitte 19. Jh., Umbauten 1924 und 1931; Villa, 1888–1889, von Paul Opitz                                                    |                                                  |
| 09075179 | Alt-Tempelhof 17–19 Tempelhofer Damm 145–147 (Lage)                 | Wohn- und Geschäftshaus „Zum Kurfürst“                                                                   | 1911–1912 von Carl und Emil Schneider                                                                                                  |                                                  |
| 09075179 | Alt-Tempelhof 17–19 Tempelhofer Damm 145–147 (Lage)                 | Wohn- und Geschäftshaus „Zum Kurfürst“                                                                   | Festsaal |                                                  |
| 09075180 | Alt-Tempelhof 18 (Lage)                                             | Wohnhaus                                                                                                 | 1885 von Paul Opitz |                                                  |
| 09075181 | Alt-Tempelhof 24 (Lage)                                             | Mietshaus                                                                                                | 1887, Anbau 1899 von Paul Opitz |                                                  |
| 09075182 | Alt-Tempelhof 35 (Lage)                                             | Bauernhaus                                                                                               | um 1830 |                                                  |
| 09075183 | Alt-Tempelhof 37 (Lage)                                             | Bauernhaus                                                                                               | um 1830 |                                                  |
| 09075184 | Alt-Tempelhof 41 (Lage)                                             | Bauernhaus                                                                                               | 1. Hälfte 19. Jh., Umbau 1924 von Richard Rauh                                                                                         |                                                  |
| 09075192 | Bäumerplan 1–5 Loewenhardtdamm 48–54 (Lage)                         | Kath. St. Judas Thaddäus                                                                                 | 1958–1959 von Reinhard Hofbauer |                                                  |
| 09075193 | Bäumerplan 24 (Lage)                                                | St. Joseph-Krankenhaus mit Christkönigkapelle und Ordenshaus der Grauen Schwestern von der hl. Elisabeth | 1927–1928 von Ludwig Hoffmann und Friedrich Hennings                                                                                   |                                                  |
| 09075196 | Boelckestraße 58–60 (Lage)                                          | Gymnasium und Volksschule auf dem Tempelhofer Feld                                                       | 1927–1929 von Fritz Bräuning |                                                  |
| 09075198 | Bosestraße 40 (Lage)                                                | Mietshaus                                                                                                | 1910 von Arthur Neumann |                                                  |
| 09040077 | Bundesring Rumeyplan Wolffring (Lage)                               | Vier Luftschutzbunker (Flachbunker – Typ 2D, Typ 4D)                                                     | 1940-1941 vom Baustab Speer (siehe auch Gartendenkmal Parkring Neu-Tempelhof)                                                          |                                                  |
| 09075199 | Colditzstraße (Lage)                                                | Colditzbrücke                                                                                            | 1957–1958 von Wayß & Freytag AG |                                                  |
| 09075201 | Colditzstraße 31–35 Volkmarstraße 10/14 (Lage)                      | Elektro-Thermit GmbH, Kanalhalle                                                                         | 1939–1940 von Ernst Neufert |                                                  |
| 09075200 | Colditzstraße 31–35 Volkmarstraße 10/14 (Lage)                      | Elektro-Thermit GmbH, Verwaltungsgebäude                                                                 | 1927–1928 von Otto Bartning |                                                  |
| 09075202 | Columbiadamm 9–11 (Lage)                                            | Kino Columbia Bestandteil des Ensembles: Platz der Luftbrücke                                            | um 1950 |                                                  |
| 09075207 | Friedrich-Karl-Straße 1–3 (Lage)                                    | Tivoli, Saalbau                                                                                          | 1893–1895 von C. Müller |                                                  |
| 09055086 | Friedrich-Karl-Straße 24 (Lage)                                     | Hochbunker Friedrich-Karl-Straße                                                                         | zwischen 1941 und 1945 |                                                  |
| 09075208 | Friedrich-Wilhelm-Straße 17–19 Kaiserin-Augusta-Straße 76–77 (Lage) | Straßenbahndepot                                                                                         | 1924–1925 von Jean Krämer |                                                  |
| 09075210 | Friedrich-Wilhelm-Straße 72–74 Werderstraße 6–7 (Lage)              | 2. und 3. Gemeindeschule Tempelhof                                                                       | 1899–1901 von Paul Opitz |                                                  |
| 09055087 | General-Pape-Straße (Lage)                                          | Großbelastungskörper                                                                                     | 1941–1942 von Dyckerhoff & Widmann |                                                  |
| 09055096 | Germaniastraße 4–6 Götzstraße 19 (Lage)                             | Luise-Henriette-Schule                                                                                   | 1913–1914 von Fritz Bräuning |                                                  |
| 09055088 | Hoeppnerstraße (Lage)                                               | Gleichrichterwerk                                                                                        | 1927–1928 von Richard Brademann |                                                  |
| 09055108 | Lorenzweg 5 (Lage)                                                  | C. Lorenz AG                                                                                             | Fabrik- und Verwaltungsgebäude, 1916–1918 von Karl Stodieck                                                                            |                                                  |
| 09055108 | Lorenzweg 5 (Lage)                                                  | C. Lorenz AG                                                                                             | Pförtnerhaus, 1916–1918 von Karl Stodieck                                                                                              |                                                  |
| 09055109 | Mariendorfer Damm 1–3 Ullsteinstraße 114–142 (Lage)                 | Ullstein-Druckhaus                                                                                       | 1925–1927 von Eugen Schmohl |                                                  |
| 09055094 | Neue Straße 12 (Lage)                                               | Mietshaus                                                                                                | um 1873 |                                                  |
| 09055095 | Neue Straße 14 (Lage)                                               | Mietshaus                                                                                                | um 1873 |                                                  |
| 09055102 | Neue Straße 16 (Lage)                                               | Mietshaus                                                                                                | um 1873 |                                                  |
| 09055102 | Neue Straße 16 (Lage)                                               | Mietshaus                                                                                                | Rückgebäude, ab 1884 |                                                  |
| 09055103 | Neue Straße 18 (Lage)                                               | Mietshaus                                                                                                | um 1873 mit Nebengebäude |                                                  |
| 09055104 | Neue Straße 20 (Lage)                                               | Mietshaus                                                                                                | um 1873, Nebengebäude, 1877 |                                                  |
| 09055105 | Neue Straße 22 (Lage)                                               | Mietshaus                                                                                                | um 1873 |                                                  |
| 09055105 | Neue Straße 22 (Lage)                                               | Mietshaus                                                                                                | Rückgebäude, ab 1877 |                                                  |
| 09055106 | Neue Straße 24 (Lage)                                               | Mietshaus                                                                                                | um 1873 |                                                  |
| 09055106 | Neue Straße 24 (Lage)                                               | Mietshaus                                                                                                | Rückgebäude |                                                  |
| 09055107 | Neue Straße 26 Alt-Tempelhof 36/38 (Lage)                           | Mietshaus                                                                                                | um 1873 |                                                  |
| 09055110 | Oberlandstraße 26–35 (Lage)                                         | UFA-Filmstudios                                                                                          | Studio 2, 1913 von Bruno Buch, Umbau 1934–1935 von Otto Kohtz                                                                          |                                                  |
| 09055110 | Oberlandstraße 26–35 (Lage)                                         | UFA-Filmstudios                                                                                          | Studio 1, 1934–1935 von Otto Kohtz |                                                  |
| 09055111 | Oberlandstraße 52–65 (Lage)                                         | Norddeutsche Kühlerfabrik                                                                                | 1918–1919 von Jean Krämer |                                                  |
| 09055112 | Oberlandstraße 74–84 (Lage)                                         | Roth-Büchner AG                                                                                          | Fabrik, 1936–1939 von Paul Renner |                                                  |
| 09055112 | Oberlandstraße 74–84 (Lage)                                         | Roth-Büchner AG                                                                                          | Verwaltungsgebäude |                                                  |
| 09055113 | Parkstraße 5 (Lage)                                                 | Dorfkirche Tempelhof                                                                                     | 2. Viertel 13. Jh., Wiederaufbau, 1954–1956 von Wolfram Konwiarz (siehe auch Gartendenkmal Alter Dorfkirchhof).                        |                                                  |
| 09055091 | Platz der Luftbrücke (Lage)                                         | Luftbrückendenkmal Bestandteil des Ensembles: Platz der Luftbrücke                                       | 1951 von Eduard Ludwig (siehe auch Gartendenkmal Platz der Luftbrücke) Das Denkmal ist auch bekannt unter der Bezeichnung Hungerharke. |                                                  |
| 09055115 | Ringbahnstraße 10–14 (Lage)                                         | Reichsmonopolverwaltung für Branntwein                                                                   | Lagerhaus & Abfüllerei, 1905 von Max Jacob                                                                                             |                                                  |
| 09055115 | Ringbahnstraße 10–14 (Lage)                                         | Reichsmonopolverwaltung für Branntwein                                                                   | Verwaltungsgebäude, 1927–1928 von Paul Renner                                                                                          |                                                  |
| 09055116 | Ringbahnstraße 16/20 (Lage)                                         | Carl Lerm & Gebrüder Ludewig, Fabrik                                                                     | 1899 von Fritz André |                                                  |
| 09055116 | Ringbahnstraße 16/20 (Lage)                                         | Carl Lerm & Gebrüder Ludewig, Fabrik                                                                     | Pferdestall und Garagen |                                                  |
| 09097756 | Ringbahnstraße 88–124 (Lage)                                        | Hauptwerkstatt der Berliner Stadtreinigung                                                               | 1970–1978 von Josef Paul Kleihues |                                                  |
| 09055117 | Ringbahnstraße 101/103 (Lage)                                       | Excentric-Film                                                                                           | 1930–1931 von Haferlach, 1954–1958 |                                                  |
| 09055114 | Ringstraße (Lage)                                                   | Teubertbrücke                                                                                            | 1904–1905 von Christian Havestadt und Max Contag, 1958                                                                                 |                                                  |
| 09055118 | Teilestraße 3–8 (Lage)                                              | Portalkran                                                                                               | 1935 |                                                  |
| 09055123 | Teilestraße 9–10 (Lage)                                             | Fa. Hermann Raebel                                                                                       | Lagergebäude, 1907–1912 & Lagerhalle, 1923–1925                                                                                        |                                                  |
| 09055121 | Teilestraße 23 (Lage)                                               | Dampfwaschwerke Reibedanz & Co                                                                           | 1911–1912 von Bruno Taut und Franz Hoffmann                                                                                            |                                                  |
| 09055074 | Teltowkanal Mariendorfer-Hafen-Steg (Lage)                          | Lankwitz-Mariendorfer Fußgängerbrücke                                                                    | 1905–1906 von Christian Havestadt und Max Contag                                                                                       |                                                  |
| 09097865 | Tempelhofer Damm Alt-Tempelhof (Lage)                               | U-Bahnhof Alt-Tempelhof                                                                                  | 1961–1962, Eröffnung 1966, von Bruno Grimmek                                                                                           |                                                  |
| 09055120 | Tempelhofer Damm 125 Ringbahnstraße 69 (Lage)                       | Büro- und Geschäftshaus                                                                                  | 1950–1951 von Bruno Döring |                                                  |
| 09055122 | Tempelhofer Damm 171–173 Theodor-Francke-Straße 10–11 (Lage)        | Postamt                                                                                                  | 1915–1917 von Otto Spalding |                                                  |
| 09055124 | Tempelhofer Damm 202 Friedrich-Wilhelm-Straße 15 (Lage)             | Mietshaus                                                                                                | 1892 von R. Gorkt, 1899–1900 von R. Wagner                                                                                             |                                                  |
| 09055097 | Werderstraße 3 (Lage)                                               | Mietshaus                                                                                                | 1897 von Heinrich Ehrbets |                                                  |
| 09055125 | Wolffring 72 Badener Ring 23 (Lage)                                 | Ev. Kirche auf dem Tempelhofer Feld                                                                      | 1927–1928 von Fritz Bräuning |                                                  |

## Gartendenkmale
| Nr.      | Lage | Offizielle Bezeichnung                                     | Beschreibung | Bild |
| -------- | --- | ---------------------------------------------------------- | --- | ---- |
| 09046259 | Adolf-Scheidt-Platz (Lage) | Stadtplatz                                                 | 1924–1931 von Rudolf Fischer und Fritz Bräuning |      |
| 09046260 | Albrechtstraße 30, 36 Theodor-Francke-Straße (Lage) | Franckepark                                                | um 1875 von Gustav Meyer und Jonathan Kaehler, 1925–1928 von Rudolf Fischer, 1954–1955 Erweiterung |      |
| 09046265 | Alt-Tempelhof 46/52 Borussiastraße 7–9 Stolbergstraße 8–11a (Lage) | Ehrenhof und Innenhöfe                                     | 1906–1907 von Paul Kolb (siehe auch Gesamtanlage Wohnhofanlage ) |      |
| 09046266 | Bundesring Bäumerplan Boelckestraße Loewenhardtdamm Manfred-von-Richthofenstraße Paradestraße Rumeyplan Schreiberring Werner-Voß-Damm Wintgensstraße Wolffring Wüsthoffstraße (Lage) | Parkring Neu-Tempelhof                                     | Öffentliche Grünanlage, 1911–1913 von Rudolf Fischer, Bruno Möhring, Paul Jatzow, erweitert 1924–1931 von Rudolf Fischer und Fritz Bräuning (siehe auch Baudenkmal Vier Luftschutzbunker)                                         |      |
| 09046266 | Bundesring Bäumerplan Boelckestraße Loewenhardtdamm Manfred-von-Richthofenstraße Paradestraße Rumeyplan Schreiberring Werner-Voß-Damm Wintgensstraße Wolffring Wüsthoffstraße (Lage) | Parkring Neu-Tempelhof                                     | Garten der Blumen- und Wasserspiele, 1952–1953 von Bernhard Kynast |      |
| 09046266 | Bundesring Bäumerplan Boelckestraße Loewenhardtdamm Manfred-von-Richthofenstraße Paradestraße Rumeyplan Schreiberring Werner-Voß-Damm Wintgensstraße Wolffring Wüsthoffstraße (Lage) | Parkring Neu-Tempelhof                                     | Heidegarten, 1961 von Cuno Cablitz |      |
| 09046266 | Bundesring Bäumerplan Boelckestraße Loewenhardtdamm Manfred-von-Richthofenstraße Paradestraße Rumeyplan Schreiberring Werner-Voß-Damm Wintgensstraße Wolffring Wüsthoffstraße (Lage) | Parkring Neu-Tempelhof                                     | Gruppe Mutter mit Kindern 1914 von Walther Kniebe |      |
| 09046269 | Friedrich-Wilhelm-Straße 25–26 (Lage) | Hofanlage                                                  | 1904 |      |
| 09046613 | Marienhöher Weg Attilastraße, Gerdsmeyerweg, Röblingstraße (Lage) | Marienhöhe                                                 | öffentliche Grünanlage, 1950–1954 von Bernhard Kynast |      |
| 09046613 | Marienhöher Weg Attilastraße, Gerdsmeyerweg, Röblingstraße (Lage) | Marienhöhe                                                 | Mahnmal 1958 von Cuno Cablitz |      |
| 09046271 | Oberlandstraße 96–101 Bacharacher Straße 2/48 Germaniagarten 1–28 Oberlandgarten 1–26 Schaffhausener Straße 1/71 (Lage)                                                              | Wohnhöfe der Bärensiedlung                                 | 1930–1931 von Gustav Hochhaus und Richard Thieme, seit 1961 verändert (siehe auch Gesamtanlage Wohnanlage Bärensiedlung) |      |
| 09046271 | Oberlandstraße 96–101 Bacharacher Straße 2/48 Germaniagarten 1–28 Oberlandgarten 1–26 Schaffhausener Straße 1/71 (Lage)                                                              | Wohnhöfe der Bärensiedlung                                 | Bärenbrunnen von Peter Lipmann-Wulf, 1930 |      |
| 09046271 | Oberlandstraße 96–101 Bacharacher Straße 2/48 Germaniagarten 1–28 Oberlandgarten 1–26 Schaffhausener Straße 1/71 (Lage)                                                              | Wohnhöfe der Bärensiedlung                                 | Märchenbrunnen von Gustav Hochhaus und Hans Lehmann-Borges um 1930 |      |
| 09046272 | Parkstraße 5 (Lage) | Alter Dorfkirchhof                                         | um 1200, nach 1956 verändert (siehe auch Baudenkmal Dorfkirche Tempelhof) |      |
| 09046272 | Parkstraße 5 (Lage) | Alter Dorfkirchhof                                         | Einfriedung |      |
| 09046272 | Parkstraße 5 (Lage) | Alter Dorfkirchhof                                         | Grabstätten des 19. Jahrhunderts |      |
| 09046273 | Platz der Luftbrücke (Lage) | Stadtplatz Bestandteil des Ensembles: Platz der Luftbrücke | 1938–1939, 1949–1951, 1957–1958 Neugestaltung vom Gartenbauamt Tempelhof (?) (siehe auch Baudenkmal Platz der Luftbrücke) |      |
| 09046274 | Tempelhofer Damm 162–174 Parkstraße, Schönburgstraße, Reinhardtplatz (Lage) | Alter Park                                                 | 1749, Umgestaltungen um 1863, 1908, 1952, 1980–1982, Erweiterungen 1941, 1957; Lehnepark, nach 1890, 1913, 1925 von Rudolf Fischer, seit 1925 Erweiterungen, 1938, 1950–1954 Neugestaltungen (siehe auch Bodendenkmal Parkstraße) |      |

## Bodendenkmale
| Nr.      | Lage                                       | Offizielle Bezeichnung                                                    | Beschreibung                                                                                           | Bild |
| -------- | ------------------------------------------ | ------------------------------------------------------------------------- | --- | ---- |
| 09066763 | Columbiadamm Platz der Luftbrücke (Lage)   | Alter Flughafen Tempelhof Bestandteil des Ensembles: Platz der Luftbrücke | ehem. Zentralflughafen Berlin, Empfangsgebäude, 1926–1929 von Paul und Klaus Engler; BERLIN-Schriftzug |      |
| 09012529 | Columbiadamm 88/94 Tempelhofer Damm (Lage) | Baracken des Zwangsarbeiterlagers am Columbiadamm                         | Baracken des Zwangsarbeiterlagers                                                                      |      |
| 09012529 | Columbiadamm 88/94 Tempelhofer Damm (Lage) | Baracken des Zwangsarbeiterlagers am Columbiadamm                         | Luftschutzgraben des Lagers am Tempelhofer Damm, 1941–1944                                             |      |
| 09096638 | Parkstraße Schönburgstraße (Lage)          | Gelände des Komturhofes der Templer                                       | 12./13. Jahrhundert; Gutshof von 1870 (siehe auch Gartendenkmal Alter Park)                            |      |

## Ehemalige Denkmale
| Nr.       | Lage                                                               | Offizielle Bezeichnung                                                        | Beschreibung | Bild                                                                 |
| --------- | ------------------------------------------------------------------ | ----------------------------------------------------------------------------- | --- | -------------------------------------------------------------------- |
| 09075195  | Boelckestraße (Lage)                                               | Stellwerk der Deutschen Reichsbahn                                            | 1926–1928 von Richard Brademann; 2013 Denkmalstatus aberkannt |                                                                      |
| 09075195  | Boelckestraße (Lage)                                               | Denkmalverlust: Betriebswerkstatt der Deutschen Reichsbahn                    | 1926–1928 von Richard Brademann, bestehend aus einer Halle mit fünf parallelen Gleisen, Verwaltungs- und Werkstattgebäude, drei Geschosse umfassend, 2009 abgerissen |                                                                      |
| unbekannt | Neue Straße 12, 14–22, 24–26 Alt-Tempelhof 36–38 Borussiastraße 13 | Mietshausgruppe Baudenkmale siehe: Neue Straße 12; 14; 16; 18; 20; 22; 24; 26 | Denkmalensemble nach 2001 aufgelöst, Baudenkmale weiterhin vorhanden                                                                                                 | Denkmalensemble nach 2001 aufgelöst, Baudenkmale weiterhin vorhanden |
| unbekannt | Neue Straße 12, 14–22, 24–26 Alt-Tempelhof 36–38 Borussiastraße 13 | Mietshausgruppe Baudenkmale siehe: Neue Straße 12; 14; 16; 18; 20; 22; 24; 26 | Ehemalige Bestandteile des Ensembles: |                                                                      |
| unbekannt | Neue Straße 12, 14–22, 24–26 Alt-Tempelhof 36–38 Borussiastraße 13 | Mietshausgruppe Baudenkmale siehe: Neue Straße 12; 14; 16; 18; 20; 22; 24; 26 | unbekannt – Neue Straße 15, Mietshaus, um 1873, mit Rückgebäude |                                                                      |
| unbekannt | Neue Straße 12, 14–22, 24–26 Alt-Tempelhof 36–38 Borussiastraße 13 | Mietshausgruppe Baudenkmale siehe: Neue Straße 12; 14; 16; 18; 20; 22; 24; 26 | unbekannt – Neue Straße 17, Mietshaus, um 1873 |                                                                      |
| unbekannt | Neue Straße 12, 14–22, 24–26 Alt-Tempelhof 36–38 Borussiastraße 13 | Mietshausgruppe Baudenkmale siehe: Neue Straße 12; 14; 16; 18; 20; 22; 24; 26 | unbekannt – Neue Straße 19, Mietshaus, um 1873 |                                                                      |
| unbekannt | Neue Straße 12, 14–22, 24–26 Alt-Tempelhof 36–38 Borussiastraße 13 | Mietshausgruppe Baudenkmale siehe: Neue Straße 12; 14; 16; 18; 20; 22; 24; 26 | unbekannt – Neue Straße 21, Mietshaus, um 1873, mit Fabrikgebäude, 1913 von Carl und Emil Schneider                                                                  |                                                                      |